# Agnès Mathieu-Daudé
Agnès Mathieu-Daudé, née en 1975 à Montpellier, est une autrice et conservatrice du patrimoine, française.

## Biographie
Son premier roman, Un marin chilien, paraît en janvier 2016 chez Gallimard. Il est récompensé par le Prix littéraire des Grandes Écoles et par le Prix Révélation de la Société des gens de lettres. 
Son deuxième roman, L'Ombre sur la lune paraît en août 2017. 
Son troisième roman, La ligne Wallace, est paru en mars 2021 chez Flammarionqui explore le parcours d'Alfred Wallace, par l'intermédiaire du jeune chercheur Amos, devant faire sa biographie.
Son roman Marchands de sable paru en 2023 chez Flammarion, est sélectionné pour le prix Femina 2023, et bénéficie d'un accueil positif de la presse,,. Suzanne, française d'origine modeste, épouse de Paolo Signorelli, passe l'été en Sardaigne avec leurs 3 enfants et sa riche belle famille d'industriels italiens. Une satire sociale, vue de la plage où se rencontrent haute bourgeoisie, politiques et migrants.
Elle est également autrice pour la jeunesse et traductrice depuis l'anglais.

## Œuvres

### Romans
- Un marin chilien, Gallimard, 2016, Folio, 2017
- L'Ombre sur la lune, Gallimard, 2017
- La Ligne Wallace, Flammarion, 2021
- Marchands de sable, Flammarion , 2023

### Livres jeunesse
- L'École des souris - Une rentrée en canoë, ill. Marc Boutavant, L'École des loisirs, coll. « Mouche », 2018[8].
- L'École des souris - Par ici la sortie !, ill. Marc Boutavant, L'École des loisirs, coll. « Mouche », 2019.
- Vertical, ver génial, ill. Delphine Bournay, L'École des loisirs, coll. « Mouche », 2019.
- Dagfrid - Des brioches sur les oreilles, ill. Olivier Tallec, L'École des loisirs, coll. « Mouche », 2020.
- Les Voisins mode d'emploi - Enfermée dehors, ill. Charles Berberian, L'École des loisirs, coll. « Neuf », 2020
- Dagfrid - À Thor et à travers, ill. Olivier Tallec, L'École des loisirs, coll. « Mouche », 2020.
- L'École des souris - Première neige, ill. Marc Boutavant, L'École des loisirs, coll. « Mouche », 2020.
- Adieu, Tante Aimée, ill. Soledad Bravi, L'École des loisirs, coll. « Neuf », 2021.
- Dagfrid - À poils, ill. Olivier Tallec, L'École des loisirs, coll. « Mouche », 2022.
- Les Voisins mode d'emploi - Amour toujours, ill. Charles Berberian, L'École des loisirs, coll. « Neuf », 2022
- Londinium, 1. Un lapin sous le Dôme, L'École des loisirs, coll. « Médium + », 2022.
- Londinium, 2. Sous les ailes de l'aigle, L'École des loisirs, coll. « Médium + », 2022.
- Londinium, 3. Des renards et des hommes, L'École des loisirs, coll. « Médium + », 2023.
- Esprit de famille, ill. Louis Thomas, L'École des loisirs, coll. « Mouche », 2022.
- Dagfrid - Le mal du pays, ill. Olivier Tallec, L'École des loisirs, coll. « Mouche », 2023.

### Ouvrages collectifs
- « Avenida de Kansas City », La Nouvelle Revue française, no 631, Éditions Gallimard, 2018.
- « Wayfaring Stranger », Rock Fictions, Éditions du Cherche midi, 2018.
- « Le cimetière marin », Ressacs, Antidata, 2019.

## Prix et distinctions
- Finaliste Prix des libraires du Québec Jeunesse 2021[9] (Catégorie hors Québec, 6-11 ans) pour Dagfrid : des brioches sur les oreilles, illustré par Olivier Tallec